# Oroquieta
Oroquieta est une ville de 3e classe, capitale de la province du Misamis occidental aux Philippines. Selon le recensement de 2010 elle est peuplée de 68 945 habitants.

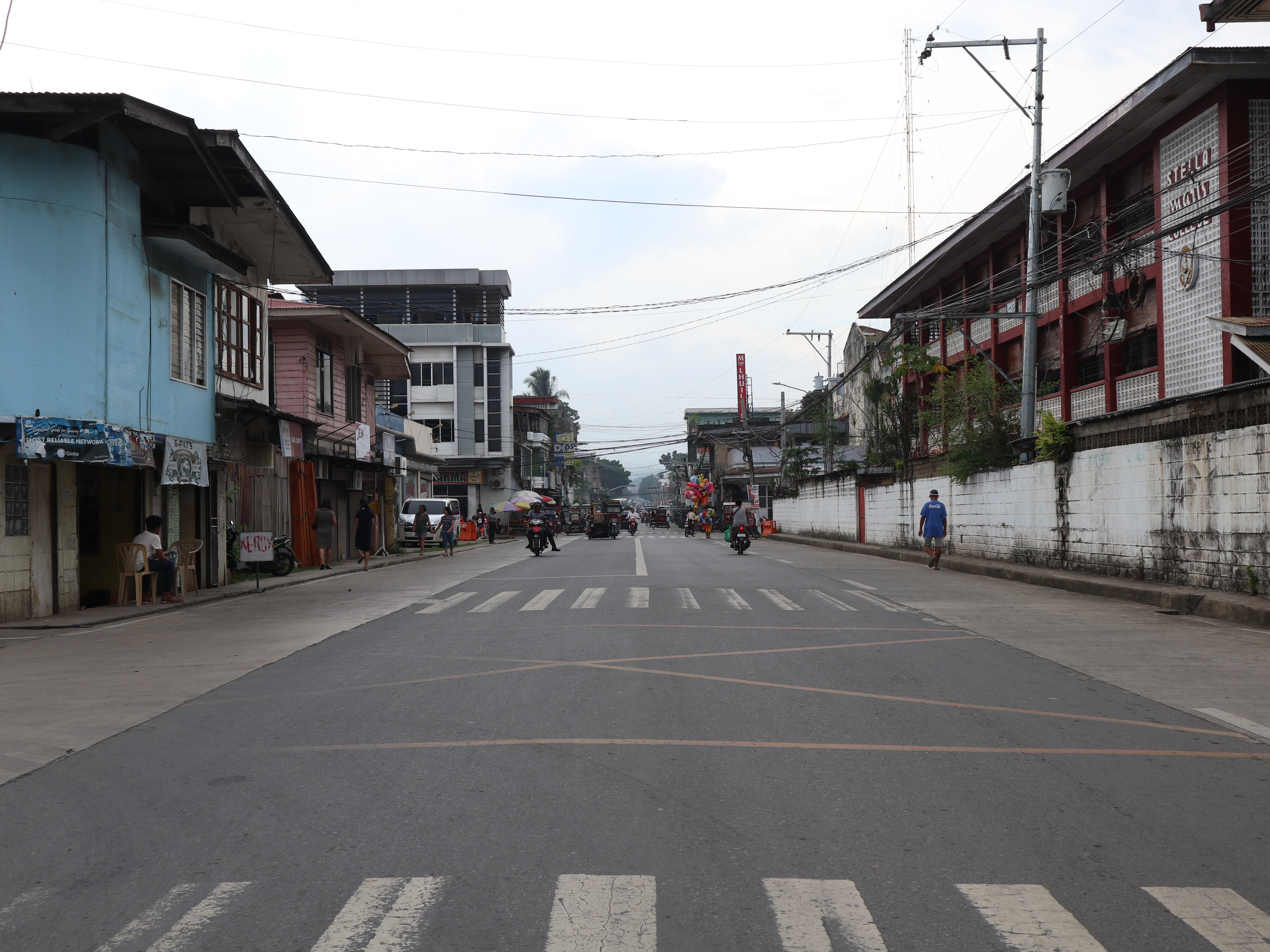
Rue de l'Indépendance, ville d'Oroquieta, Misamis occidentaux

## Barangays
Oroquieta est divisée en 47 barangays.
- Apil
- Binuangan
- Bolibol
- Buenavista
- Bunga
- Buntawan
- Burgos
- Canubay
- Clarin Settlement
- Dolipos Bajo
- Dolipos Alto
- Dulapo
- Dullan Norte
- Dullan Sur
- Lower Lamac
- Upper Lamac
- Langcangan Lower
- Langcangan Proper
- Langcangan Upper
- Layawan
- Loboc Lower
- Loboc Upper
- Rizal Lower
- Malindang
- Mialen
- Mobod
- Ciriaco C. Pastrano
- Paypayan
- Pines
- Poblacion I
- Poblacion II
- San Vicente Alto
- San Vicente Bajo
- Sebucal
- Senote
- Taboc Norte
- Taboc Sur
- Talairon
- Talic
- Toliyok
- Tipan
- Tuyabang Alto
- Tuyabang Bajo
- Tuyabang Proper
- Rizal Upper
- Victoria
- Villaflor

## Démographie
| Année | Habitants | Évolution |
| ----- | --------- | --------- |
| 1995  | 56 012    | -         |
| 2000  | 59 843    | 6,84 %    |
| 2007  | 65 349    | 9,20 %    |
| 2010  | 68 945    | 5,50 %    |